# Moody's Ratings
 (транскр.  Мудис рејтингс) америчка је агенција за кредитни рејтинг са седиштем у Њујорку. Пружа финансијска истраживања о обвезницама које емитују комерцијални и државни субјекти. Сматра се једном од три велике агенције за кредитни рејтинг, уз S&P Global Ratings и Fitch Ratings.